# Gideon Tish
Gideon Tish (Tel Aviv, Mandato británico de Palestina; 13 de octubre de 1939) es un exfutbolista y exentrenador de fútbol de Israel que jugaba en la posición de centrocampista.

## Carrera

### Club
| Periodo   | Club               |
| --------- | ------------------ |
| 1955–1966 | Hapoel Tel Aviv FC |
| 1966–1968 | Hapoel Herzliya FC |
| 1968–1969 | Hapoel Tel Aviv FC |

### Selección nacional
Jugó para Israel de 1958 a 1964 donde anotó un gol en 33 partidos, el cual fue en la victoria por 2-1 ante Corea del Sur para ganar la Copa Asiática 1964. También participó en el equipo subcampeón de la Copa Asiática 1960.

### Entrenador
Cumplío también con la función de entrenador mientras jugaba con el Hapoel Herzliya FC de 1966 a 1968.

## Logros

### Club
- Israeli Premier League (3): 1956–57, 1965-66, 1968-69
- State Cup (1): 1960–61

### Selección nacional
- AFC Asian Cup (1): 1964

### Individual
- Futbolista del Año en Israel: 1963[2]